# リディー&スールのアトリエ 〜不思議な絵画の錬金術士〜
『リディー&スールのアトリエ 〜不思議な絵画の錬金術士〜』（リディーあんどスールのアトリエ ふしぎなかいがのれんきんじゅつし）は、コーエーテクモゲームスのガストブランドより2017年12月21日に発売されたコンピュータRPG。Windows版は2018年3月27日に配信開始された。
対応機種はPlayStation 4、PlayStation Vita、Nintendo Switch、Microsoft Windows。
2021年4月22日には、新規要素を加えたソフト『リディー&スールのアトリエ 〜不思議な絵画の錬金術士〜 DX』、および他の「不思議シリーズ」の新規版（『ソフィーのアトリエ 〜不思議な本の錬金術士〜 DX』『フィリスのアトリエ 〜不思議な旅の錬金術士〜 DX』）をセットにして、「フォトモード」と「デジタルアートブック」(操作説明は英語)が追加されたソフト『アトリエ 〜不思議の錬金術士 トリロジー〜 DX』がPlayStation 4、Nintendo Switch、Microsoft Windows向けに発売された。

## 概要
錬金術を題材にしたアトリエシリーズの主要タイトル第19作目。本作は『ソフィーのアトリエ 〜不思議な本の錬金術士〜』、『フィリスのアトリエ 〜不思議な旅の錬金術士〜』に続く不思議シリーズの第3作、また、不思議シリーズの最終作である。

## ゲームシステム
ゲームの流れ
調合システム
不思議シリーズのパズルのような調合システムに加え、新要素として調合中に「触媒」「活性化アイテム」を使用でき、調合素材に変化を加えることができる。また、星の属性概念が追加された。
触媒によって配置可能なマス目のサイズや効果発現マスの配置などを変更できる。また、後述の活性化アイテムもそうであるが、これらのアイテムは使用すれば当然消耗するが、品質は一切問われない。ただし、特性なども引き継がれない。
活性化アイテムは、1回の調合で一度だけ投入できるアイテムであり、マスの色を任意の条件に従って変更させることができる。アイテムの中には活性化アイテムとしてしか使えないものもあり、これらは特性を持たず、調合に使えず、量販店登録もできない。
調合するアイテムの効果には月や太陽といった星が割り当てられている。マスの中には色ではなく特定の星の属性値を増減させるものがあり、このマスを使うことで色による属性値では不足してしまう効果も触媒次第では引き出すことができる。
バトルシステム
タイムテーブルに沿って一人一人に攻撃・スキル・アイテムを選択して行動させる従来のアトリエ方式。
今回は「エスカ＆ロジー」や「シャリー」同様、前衛、後衛ペアで3セットの6名編成での戦闘となる。前衛のスキルやアイテムに応じて、後衛が「フォロースキル」を発動し、攻撃・補助を行う。フォロースキルによる連携を繰り返し行うことで、必殺技として「コンビネーションアーツ」を発動できる。「シャリー」同様に、主人公も後衛に回す事が可能。今作では後衛に居るキャラクターは、ターンの経過によってHPとMPが回復するようになった。
主人公のリディー、スール及び追加コンテンツであるルーシャ、イルメリアは、戦闘中に即席でアイテムを調合、使用する「バトルミックス」を使用できる。ただし、実行には途中から採取のついでで入手できる消耗品が必要となる。また、全体に効果のあるアイテムを使用した際、先述の作品と違い後衛にも同様の効果を引き起こす。戦闘不能の回復も同様に可能。
アシストゲージの概念は無く、フォロースキルや護衛たちによるサポートガードに制限はほぼなくなった。ただし、フォロースキルには回数制限がある場合がある。

## 登場人物
リディー・マーレン
声 - 長縄まりあ / キャラクターデザイン - ゆーげん
主人公である双子の姉。14歳。ピンク色のショートヘア。メルヴェイユにあるアトリエにて、妹のスール、父親のロジェと共に錬金術士を生業とし、家族皆で国一番のアトリエになりたいと思っている。性格は大人しく、読書好きで頭も良い。アトリエの経営事情は決して良い物ではなく、どうにかして評判を上げたいと思っていた所へ、アトリエ経営の実力で評判を上げられる「アトリエランク制度」の話を耳にする。客の数は関係無く評判を上げれば良いこの制度は打って付けだと考え、自分達もその制度に参加した。
妹のスールの勉強嫌いに手を焼く事は有るものの、姉妹仲は良好で、いつも互いに助け合っている。どんな時にも二人一緒に行動しており、その為一時期喧嘩をした時も、互いの良さを思い返してすぐに仲直りした。おやつを食べる時にも、一人で食べるよりもスールと二人で食べた方が美味しく感じた。父親のロジェのいい加減さには姉妹揃って呆れており、食費を使い果たして絵描き用の画材を買って来たり、錬金術が下手だったり、責任を押し付けるという一面に対しては大抵いつも怒っている。彼の作ったヘンテコな道具を焼却処分した事もあった。とはいえ家族仲が悪い訳では決して無く、前述のように呆れながらも姉妹そろって彼の調合を援助していたり、何日も家を留守にした際は本気で心配しているなど、彼への家族としての愛は本物である。錬金術をするにあたり、師匠が居ればと思っていた所へイルメリアが現れ、姉妹揃って彼女に弟子入りする。以降彼女を「イル師匠」と呼び尊敬している。読書の他、純愛物の漫画が好きで、目を煌かせながら読んでいる。アトリエ・ヴォルテールにてアトリエを営むルーシャとは昔からの幼馴染で、唯一「ルーちゃん」と呼ぶ。他にはマッサージが得意で、近所の人達からもよく褒められる。このスキルでソフィーやプラフタをマッサージし、リフレッシュさせた上で骨抜きにした。腕力は非常に非力であり、プニでも持てるぐらいの重さの杖もなかなか持てない程(スールは普通に持っていた)。これを知ったリディーはショックを受け、その後スールと共に腕力を鍛えるトレーニングを行うが、そのトレーニング量は普通の量にも満たない。しかし本人はかなりやる気である。これに関連して、彼女を鍛えているスールに言われるがまま、スールの頬を引っ叩き気絶させた事が二回ある。その際スールが見た夢の中ではいずれも途中から彼女の声質が変わり、性格が豹変した。中でも二回目の夢の中の彼女は、膨大な数のトレーニングをこなしていて完全に別人のようになっていた。
錬金術の方向性は理論派。素材の声を聴く能力を有しているが、スールがその力を持っていないため黙っている。しかし、後にスールが聴けるようになったときに聞こえてなければできないはずの調合をしたためにばれてしまい、喧嘩の原因となった。
武器は杖であるが、それで直接敵を叩くスキルは一つのみで、サポートスキルがメインのキャラクター。因みに従来と異なり、この杖が錬金釜を混ぜるのに使用される事は無い。錬金術の道具は一部除き全て使用可能。
スール・マーレン
声 - 赤尾ひかる / キャラクターデザイン - NOCO
主人公である双子の妹。14歳。ピンク色のロングヘア。名前の由来は「姉妹」を意味する「スール」という言葉から。周囲からは母親のオネットやプラフタを除き、「スー」の愛称で呼ばれ、自らもそう呼ぶ事を勧めている。性格はかなりのおてんばで悪戯好きで、頭も悪くその上姉と比べやや短気である。姉妹揃い、相手の心を抉る発言をする事もよく有るが、周囲からはとても大切な仲間と思われている。座学も姉と違い苦手であり、その為難しい話などを長時間聞いているといつも眠ってしまい、その度に姉は手を焼いている。ネージュの日記を勝手に読んだり、ソフィーが「ちょっと待って」と制止した際にもそれを聞かず好奇心から様子を見に行ったりと、悪戯はお手の物。ルーシャが自分の依頼の為に彼女ら双子に道具を作らせた際も、依頼品に報酬を双子に支払うようにメモを残し、本来ルーシャが受け取る筈だった報酬を得た事も有る。人差し指を立てて、頭に当てて考え事をしたり、相手に手のひら側を向けたり、といった行動を見せる。幼い頃、悪戯の罰として母親に大量の虫が蠢く物置に長時間閉じ込められた事が有り、これがきっかけで虫が大の苦手になり、蝶ですら怖がるようになった。他にはお化けが苦手であり、絵画「ざわめきの森」の探検を恐れている他、同様にお化けが苦手なソフィーと共に、彼女が引き受けた苦手な依頼である「お化け退治」に出向いた際、二人揃って悲鳴を上げながら震え上がっていた。又ソフィーと違い、幽霊である事が発覚してからはパメラの事も怖がる。リディー同様父親のロジェに呆れて「ダメ親父」「バカ親父」などと言う事も多いものの、やはり家族としての愛は有る。料理は姉と違い苦手で、最大火力で物を焼いた挙句焦がすなどしているが、本人なりに料理が上手くなりたいと思っている。料理下手でありながら風邪をこじらせたリディーの為におかゆを作ろうとした事もある(これも結局失敗し錬金術で作っている)。
錬金術の方向性は感覚派。当初は素材の声を聴く力を持っていなかったが、ソフィーやフィリスらが使えることを知り、紆余曲折を経て習得した。
武器は両手に持った二丁の銃であり、リディーとは反対に攻撃スキルがメイン。又、錬金術の道具はリディーと違い、攻撃系しか使えない。錬金術師ながら攻撃力が高く、攻撃性能ではむしろトップクラス。また、スキルはすべて「Wait時間短縮」「素早さに比例して威力アップ」の特性を持っており、高速かつ強力なスキル攻撃を繰り出せる。フォロースキルの条件が非常に緩くかつそこそこ強力なため後衛でも便利であるが、リディと一緒に出しているとサポートガード時に被害を受けるのが残る一人だけになるため基本的に前線要員。
銃を使うようになったのは漫画のキャラに憧れたため。ハゲルに片手の方が狙いをつけやすいと指摘されるが、格好いいからという理由で却下している。ほぼ独学のはずであるが、リボルバー銃の全弾を瞬時に撃ち切る・空中で逆さきりもみしながら乱れ撃ちをするなどの腕前を持つ。
ちなみにソフィー、フィリスら優秀な錬金術士の活躍、リディーとスーによって不思議な絵を活用する事が可能となってこの時代の錬金術は究極の発展を遂げ、黄金期とも呼べる一時代を築きその立役者として数多の記録や書物に双子達の名が残されたとされる。
フィリス・ミストルート
声 - 本渡楓 / キャラクターデザイン - ゆーげん
前作『フィリスのアトリエ』の主人公。19歳。主人公らが討伐を依頼された魔物を倒した所を主人公らに遭遇し、仲間となる。今作でも好奇心旺盛で無邪気で人懐っこく、いつも歌を唄っている事が多い。現在でも前作で先生であるソフィーから受け取ったアトリエを大事に持ち、それを使い旅をしている。旅で得た経験から精神的に成長し、その力で双子をサポートする。今作では食いしん坊という設定が付き、大量の食糧をあっという間に平らげてしまう程。ソフィーやプラフタとは別々に旅をしていたのもこの性格のせいで、とある街で食べ物を見付けるなり一目散に走って行ってしまった事が原因である。また肉が大好きで、それをおやつとしても食べたりする。反面今作でも野菜が苦手で、双子に料理を御馳走した際も、野菜だけを露骨に除ける程。リアーネのシスコンぶりには今回も呆れる事も有るものの、やはり姉妹仲は良い。イルメリアとは今回もとても仲良しである。彼女と飲み会を開き酒を飲んだ際には笑い上戸になった。マティアスからは「もっと大人な子がいい」と言われるなど、大人としてはあまり見られていない模様。
武器は弓矢で、範囲攻撃などが得意。更に彼女の前に居るキャラクターが何らかの属性アイテムを使うと、そのアイテムと同じ属性の強力な弓矢を放つ攻撃も行う。その性能は全サポートスキルでも上位につけるものばかりだが、1回の戦闘で1度しか発動しない。なお、連続発動に関する制限はないため、4属性全てを兼ねるアイテムを使った場合はすべて発動する。錬金術の道具は全ての道具の他に、空を箒で飛び爆弾を投下する「はじけるおくりもの」を使用可能。
リアーネに憧れて弓を使い始めたが腕前は壊滅的。そのため弓には錬金術による補正がつけられており、百発一中がいい所と本来実戦レベルではない彼女の腕でも高い命中精度を誇るようになっている。
ソフィー・ノイエンミュラー
声 - 相坂優歌 / キャラクターデザイン - NOCO
前々作『ソフィーのアトリエ』の主人公。24歳。雷神ファルギオルに主人公一行が挑むも敗北し、まさにピンチの状態の時に駆け付けると同時に主人公らを助ける。その後、一行が絵画「凍てし時の宮殿」にてファルギオル討伐の鍵を探しに行っている間にファルギオルを足止めし、道具が尽きて戻って来た際に主人公らと合流し仲間に加わる。DLCを除くと最後に仲間になる。
錬金術で様々な経験を積んでおり順当に成長し、錬金術が上手くなるようにと勉強を欠かさず、更にリディーらにアドバイスをするようにもなっているが、生活力は相変わらず無く部屋を散らかしっぱなしにしたり、依頼を引き受け過ぎて困り仲間を呆れさせたりもする。また、そのせいでフラフラになり幻覚が見えた事もあった。今作でもプラフタとは仲が良い。先述のように依頼の引き受け過ぎで彼女に怒られる事もしばしば。8年の時を経、遂にプラフタを人間の体にする準備が整い、かくしてプラフタは人間になった。その際、嬉しさのあまり泣き出してしまった。彼女の作る土芋のシチューはプラフタの大好物である。コルネリアと再会し、フィリス同様彼女と飲み会を開いたが、相変わらず酒癖は悪い。一度マティアスからナンパをされるが、プラフタとフィリスによるガードが堅く、彼は退散した。プラフタ曰く「誘われたらすぐ付いて行ってしまう」との事で、まだ注意が必要な人間と思われているかも知れない事に少々ショックを受けていた。
武器は前作までと同様杖。今回の通常攻撃は前々作同様、杖で殴るようになった。錬金術の道具はリディーやアルトらも使える全ての道具の他、ランタンから火球を放つ「原初の種火」を使用可能。

## 主題歌
オープニングテーマ
「クローマ」
作詞・作曲・編曲 - 矢野達也 / 歌 - riya、Ceui

エンディングテーマ
「絵筆と希望の唄」
作詞・作曲・編曲 - 矢野達也 / 歌 - 熊木杏里

挿入歌
「キャンバス」
作詞・作曲・編曲 - 矢野達也 / 歌 - riya
「ペインティング」
作詞・作曲・編曲 - 矢野達也 / 歌 - Ceui
「マスターピース!」
作詞・作曲・編曲 - 矢野達也 / 歌 - 霜月はるか、山本美禰子
「Prism」
作詞 - 青木香苗 / 作曲・編曲 - 阿知波大輔 / 歌 - 柳麻美
「やがて生まれ来るあなたに」
作詞・作曲・編曲 - 矢野達也 / 歌 - 多田葵
「Beyond the fate」
作詞 - ういにゃす、おっちょこバニー / 作曲 - 小高光太郎、ういにゃす / 編曲 - 小高光太郎 / 歌 - 梶原ひろみ
「Colors」
作詞・作曲・編曲 - 柳川和樹 / 歌 - 茶太
「Filling the shade」
作詞・作曲・編曲 - 矢野達也 / 歌 - 丘咲アンナ